# Mexicaanse roodknievogelspin

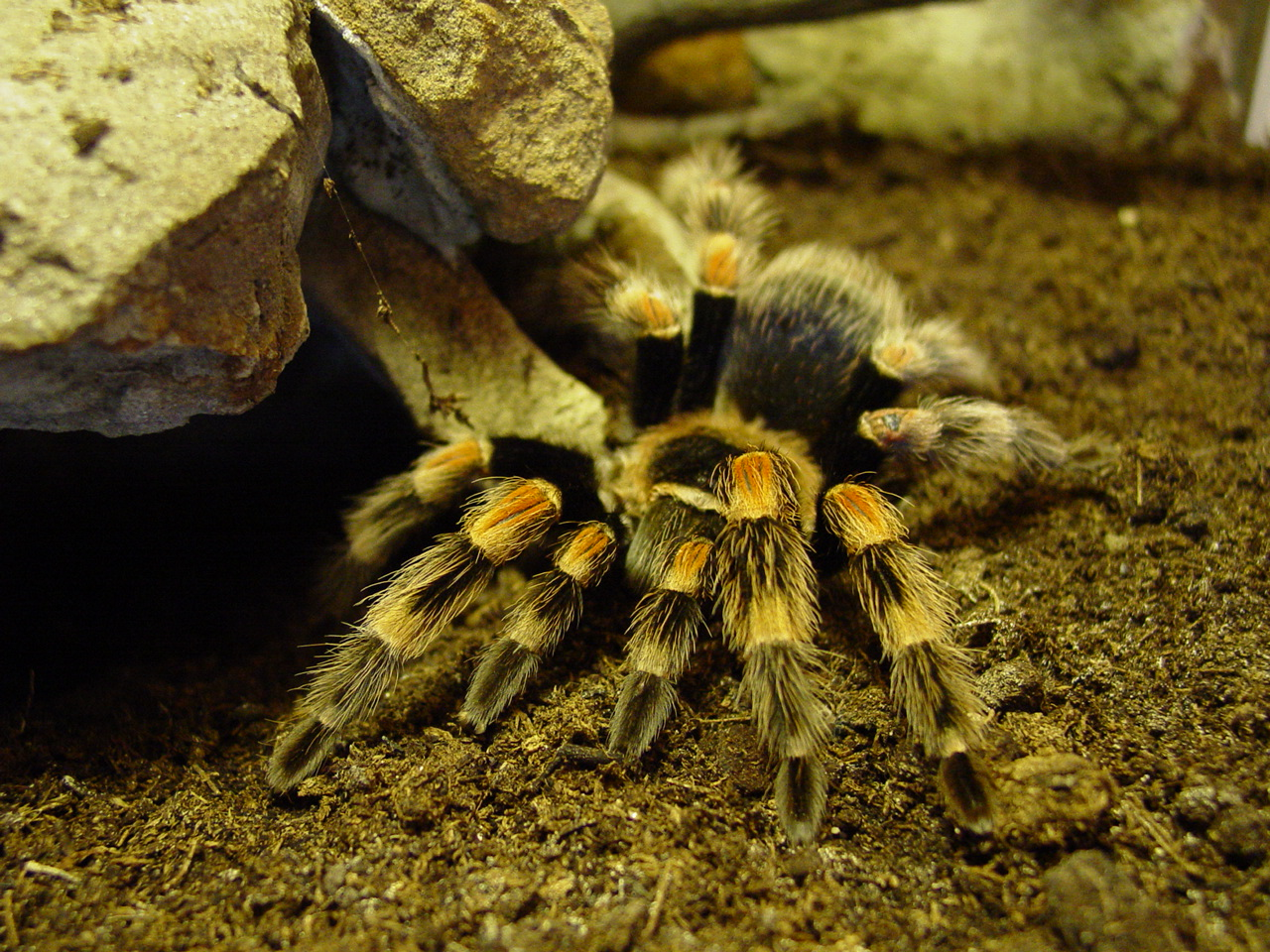
Mannelijke Mexicaanse roodknievogelspin

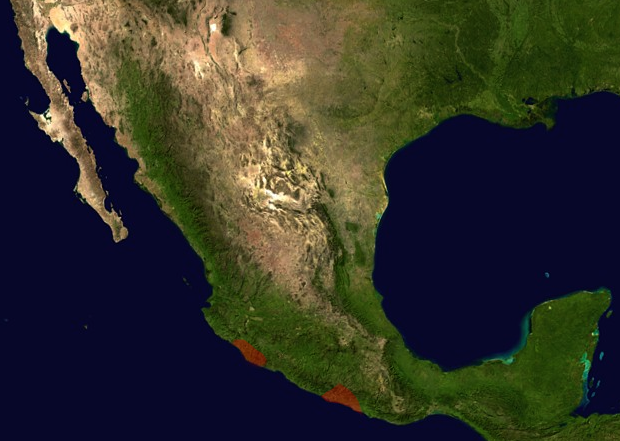
Verspreidingsgebied in Mexico van de Mexicaanse roodknievogelspin

De Mexicaanse roodknievogelspin of Mexicaanse roodknie (Brachypelma smithi) is een bodembewonende vogelspin, die onder andere voorkomt in de halfwoestijnen van Mexico, maar wat habitat betreft niet erg kieskeurig is en ook wel in vochtiger gebieden kan leven.
De Mexicaanse roodknievogelspin is een veel gehouden huisdier over de gehele wereld en werd daarom veel gevangen voor export naar onder andere de Verenigde Staten en Europa, totdat het dier bijna was uitgeroeid. Tegenwoordig staat deze soort op de CITES-lijst en valt hij onder de bedreigde diersoorten. Nu wordt er regelmatig mee gekweekt en is er voldoende aanbod van gekweekte exemplaren voor hobbydoeleinden.

## Uiterlijk
Het lichaam (bestaande uit het kopborststuk en het achterlijf) wordt 12,7 tot 14 cm lang. Het achterlijf is voornamelijk zwart behaard, maar kan door veel te bombarderen kaal worden. Bij de vervelling wordt het achterlijf weer behaard. Het kopschild is zwart met een oranje/bruine rand. De poten zijn zwart met bruin-rode haren en hebben felrood/oranje knieën. Met de poten meegerekend is de volwassen spin 15-18 cm groot.

## Gedrag
Deze vogelspin vindt zijn natuurlijke leefomgeving in rotsspleten en onder stenen. De soort graaft ook zelf holen, die tot wel een halve meter diep kunnen zijn.
Het is een rustige spin die niet snel zal aanvallen en bijten. Wel kan deze soort bij bedreiging de brandharen van het achterlijf wrijven, waarna deze door de lucht zweven. De haartjes hebben heel kleine weerhaakjes, die een sterke irritatie (zoals jeuk) kunnen opwekken. Na huidcontact ontstaat hevige jeuk en bij inademing wekken de haartjes stevige hoestbuien op. Indien de spin vaak verstoord wordt zal het achterlijf gedeeltelijk kaal worden.

## Voedsel
Het voedsel van de Mexicaanse roodknievogelspin in het wild bestaat voornamelijk uit grote insecten zoals krekels, kevers, sprinkhanen en kakkerlakken. Af en toe worden langslopende gewervelde dieren gegrepen zoals kikkers of kleine reptielen. Ze vangen deze prooien vanuit een hinderlaag door ze met een korte uitbarsting van snelheid te overmeesteren met hun krachtige kaken en injecteren met die kaken (cheliceren) een verterend gif in de prooi waardoor deze verlamd raakt. Dit gif is voor mensen wel pijnlijk, maar niet gevaarlijk en is qua pijn meestal vergelijkbaar met een bijen- of wespensteek. In zeldzame gevallen vertoont een beet, net als bij een wespensteek, een duidelijke allergische reactie of zeer zelden een anafylaxie, die fataal kan aflopen.
De prooi wordt door de ingespoten sappen buiten het lichaam van de spin verteerd en de vloeibare inhoud daarna langzaam opgezogen. Bij een grote prooi kan het soms wel bijna een dag duren voordat de prooi helemaal is opgenomen.

## Voortplanting
De voortplanting van deze spin is te vergelijken met de meeste vogelspinnen. De paring vindt in de natuur meestal vroeg in de herfst plaats. Mannetjes kunnen in het paarseizoen tot paren bereide vrouwtjes tot op een afstand van 1,6 kilometer ruiken. Wanneer een mannetje na 2 tot 5 jaar geslachtsrijp is zal hij een spermaweb maken en aan de onderkant van dit web een druppeltje sperma plaatsen en dit opzuigen in zijn palp. Daarna gaat hij op zoek naar een vrouwtje. Wanneer hij een geslachtsrijp vrouwtje tegenkomt zal hij haar benaderen en een heel ritueel uitvoeren, waarvan getrommel deel uitmaakt. Als hij dit niet doet ziet het vrouwtje hem als een prooi. Het vrouwtje zal op dezelfde manier reageren. Dit is ook voor de mens duidelijk hoorbaar. Dan volgt de daadwerkelijke paring: het mannetje plaatst het pakketje met zijn taster in de geslachtsopening van het vrouwtje. Hij zal ondertussen met zijn 'tibiaalhaken', speciale uitsteeksels aan de tibiae van het eerste potenpaar, de kaken van het vrouwtje blokkeren om een beet van haar te voorkomen. Wanneer dit alles gebeurd is, zal het mannetje rennen voor zijn leven om niet te worden opgegeten door het vrouwtje. Het mannetje heeft meestal pech en wordt een prooi voor het vrouwtje.
Enkele maanden na de paring zal het vrouwtje een zijden kom spinnen om de meestal honderden eitjes in af te zetten. Het vrouwtje kan tot wel 700 eieren per jaar produceren. Ze spint van de kom daarna een cocon en zal deze zeer streng bewaken, hoewel het ook voorkomt dat ze het eipakket zelf opeet. Na enkele weken komen de jonge spinnetjes uit. De kleine spinnetjes voeden zich direct zelfstandig met kleine insecten.

## Levensduur
De Mexicaanse roodknievogelspin is een langzame groeier en bereikt pas na enkele jaren de volwassen grootte. De spin kan wel oud worden, er zijn gevallen bekend van in gevangenschap gehouden (vrouwtjes)spinnen die een leeftijd bereikt hebben tot 30 jaar. Vrouwtjes worden groter en leven langer dan mannetjes. Mannetjes leven na het spinnen van een spermaweb hooguit twee jaar.